# اثر بنیان‌گذار
در مباحث مربوط به ژنتیک جمعیت‌ها، به کاهش تنوع ژنتیکی که در اثر ایجاد یک جمعیت جدید توسط شمار اندکی از افراد یک جمعیت بزرگ رخ می‌دهد، اثر بنیان‌گذار می‌گویند. ارنست مایر در سال ۱۹۵۲ با بهره‌گیری از نظرات افرادی چون سؤال رایت، این موضوع را مورد بررسی کامل قرار داد. به دلیل کاهش چشمگیر تنوع ژنتیکی، جمعیت تازه ایجاد شده ممکن است از نظر ژنتیکی و فنوتیپی از جمعیت اولیه کاملاً متمایز باشد. در شکل روبرو جمعیت اولیه به‌طور تقریبی شمار یکسانی اعضای آبی و قرمز دارد. 

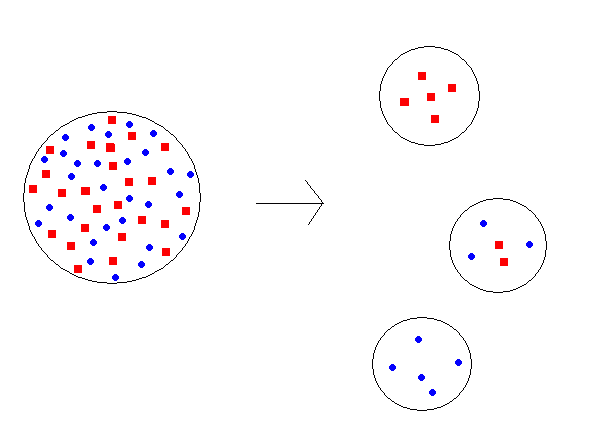
نمایشی ساده از اثر بنیان‌گذار. توجه کنید که جمعیت‌های بنیان‌گذار نسل‌های بعدی (سمت راست) می‌توانند تنوع ژنتیکی بسیار متفاوتی با جمعیت اولیه (سمت چپ) داشته باشند.

 سه جمعیت کوچک جدا شده در شکل به دلیل خطای نمونه‌گیری برخی از رنگ‌ها را به شکلی غالب از خود نشان می‌دهند. این حالت همان اثر بنیان‌گذار است. گر چه در مورد پدیده گلوگاه جمعیت، یک جمعیت جدید به مفهوم واقعی آن تشکیل نمی‌شود، ولی می‌توان اثر بنیان‌گذار را در آن جا نیز مشاهده کرد. اثر بنیان‌گذار شکلی ویژه از رانش ژنتیکی است. جمعیت‌های دچار اثر بنیان‌گذاردر بیشتر مواقع جمعیت‌های کوچکی هستند و به همین دلیل نسبت به رانش ژنتیکی حساسند. این امر خود سبب کاهش تنوع ژنتیکی در این جمعیت‌ها می‌گردد.

## نمونه‌هایی از اثر بنیان‌گذار

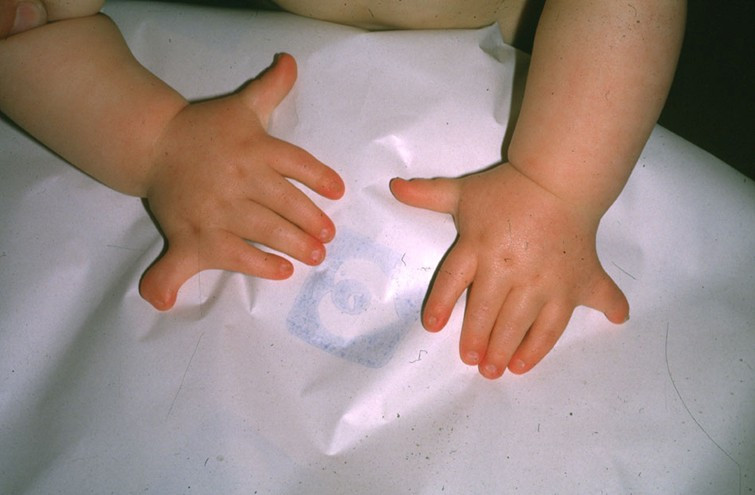
انگشتان اضافه در دستان فرد مبتلا به سندرم الیس وان کرولد

جمعیت آمیش در ایالات متحده آمریکا از تعداد بسیار محدودی خانواده بنیان‌گذار به وجود آمده‌است. این گروه شروع به ازدواج‌های درون خانوادگی کردند و مهاجر تازه‌ای نیز به گروهشان افزوده نگردید. اثر بنیان‌گذاری که در اثر انزوای فرهنگی این گروه رخ داد، سبب شیوع پدیده‌های نادری چون چند انگشتی (انگشت اضافه) یا پلی داکتیلی که یکی از نشانه‌های سندرم الیس وان کرولد است در میان آمیش‌ها گردید.
شمار بالای ناشنوایان مارتاز وین‌یارد در آمریکا که منجر به اختراع زبان اشاره مارتاز وین‌یارد گردیده است، یکی دیگراز نمونه‌های شیوع بیماری به واسطه اثر بنیان‌گذار است. مارتاز وین‌یارد نام پنجاه و هشتمین جزیره ایالات متحده آمریکا از نظر وسعت است و در ساحل شرقی این کشور قرار دارد.
مثالی دیگر از اثر بنیان‌گذار شیوع بالای کوررنگی کامل در میان بومیان یکی از جرایر میکرونزی بنام پین گلاپ است. در حوالی سال ۱۷۷۵ طوفانی سهمناک جمعیت بومیان این جزیره را به تنها ۲۰ نفر کاهش داد (برای جمعیت نامبرده این حادثه یک گلوگاه جمعیت محسوب می‌شود). در میان باقی ماندگان یک نفر ژن کوررنگی داشت. تنها با گذشت چندین نسل، در جمعیت کنونی ۵ درصد افراد کوررنگ و ۳۰ درصد آن‌ها ناقل ژن کوررنگی می‌باشند. در مقایسه باید ذکر کرد که شیوع این بیماری در ایالات متحده آمریکا تنها سه هزارم درصد است.
حالتی مشابهی را می‌توان در میان یهودیان اشکنازی مشاهده کرد. این گروه از یهودیان در معرض ابتلا به بیماری تی ساکس (بیماری وراثتی کشنده که غالباً منجر به مرگ اطفال مبتلا پیش از سن چهار سالگی می‌گردد) هستند.

## اثر بنیان‌گذار پیاپی
هنگامی که جمعیت‌ها در مسیرهای طولانی مهاجرت کنند، اثر بنیان‌گذار خودرا بروز خواهد داد. چنین شیوه مهاجرتی غالباً به صورت جابجایی‌های سریع و بدنبال هر جابجایی سکنی گزینی برای یک دوره زمانی کوتاه یا بلند است. با هر مهاجرت، جمعیت تنها زیر مجموعه‌ای از تنوع ژنتیکی جمعیت قبلی را جابجا می‌کند. در نتیجه این امر تفاوت ژنتیکی همزمان با بیشتر شدن فواصل جغرافیایی افزوده می‌گردد. مهاجرت انسان‌ها به خارج ازآفریقا نمونه‌ای از اثر بنیان‌گذار پیاپی است. آفریقا بیشترین تنوع ژنتیکی انسانی را داراست و این امر با منشأ آفریقایی انسان مدرن سازگار است. پس از مهاجرت اولیه انسان از آفریقا، شبه قاره هند نخستین مأوای انسان مدرن محسوب گردید. به همین دلیل شبه قاره هند پس از آفریقا بیشترین تنوع ژنتیکی را در جهان دارد. تنوع ژنتیکی شبه قاره هند زیر مجموعه‌ای از آفریقا و تنوع ژنتیکی انسان‌های سایر نقاط جهان زیر مجموعه‌ای از تنوع ژنتیکی شبه قاره هند است.

## معادل برخی از نام‌ها و واژه‌ها
1. ↑  Founder effect
2. ↑  Ernst Mayr
3. ↑  Sewall Wright
4. ↑  Ellis-van Creveld syndrome
5. ↑  Martha's Vineyard
6. ↑  population bottleneck
7. ↑  Tay-Sachs disease